# ورمی‌کمپوست

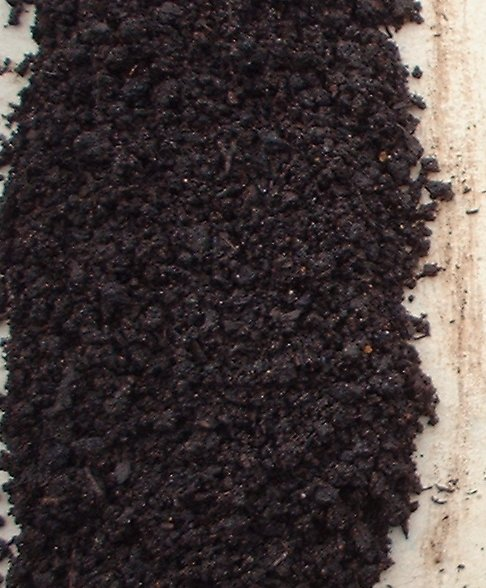
تصویری از کود ورمی‌کمپوست تولید شده توسط کرم

ورمی‌کمپوست متشکل از ورمی (کرم خاکی) و کمپوست (کود آلی) به معنای نوعی کود آلی است که از فعالیت کرم خاکی حاصل می‌گردد. بیش از ۲۷۰۰ گونه کرم خاکی در طبیعت وجود دارد. این کرم‌ها با کاوش خاک و تغذیهٔ عناصر موجود در خاک و آمیختن آن با آنزیم‌های موجود در بدن خود، خاک را تازه می‌کنند و قدرت باروری آن را افزایش می‌دهند. همچنین به دلیل جابه‌جایی مداوم در خاک، با ایجاد سوراخ‌های زیاد، راه نفوذ اکسیژن به خاک را آسان می‌کنند.
واژهٔ ورمی (Verms) از واژهٔ لاتین ورم (Vermis) گرفته شده که به معنی کرم است. تولید ورمی‌کمپوست فرایندی نیمه‌هوازی است (حدود ۸۰٪ رطوبت) که توسط گونه‌ای خاص از کرم‌ها، قارچ‌ها، باکتری‌ها و اکتینومیست‌ها انجام می‌شود. همچنین مواد حاصل از بستر رشد کرم بوده که پس از دفع مواد زائد از دستگاه گوارش کرم در محیط باقی می‌ماند. ورمی‌کمپوست، مجموعه‌ای از فضولات کرم به همراه مواد آلی تجزیه شده و نیز اجساد کرم‌هاست که برای گیاه ارزش غذایی فراوانی دارد. در خاک‌هایی دارای مواد دفع‌شده توسط کرم‌ها، عناصری مانند نیتروژن، فسفر و پتاسیم ۵ تا ۱۱ مرتبه بیشتر از خاک‌های بدون کرم است. در اثر عبور مواد آلی از دستگاه گوارش کرم، عناصری از جمله ریزمغذی‌ها زیاد می‌شوند.

## توصیف
ورمی‌کمپوست حاصل فعالیت بیولوژیک نوعی کرم خاکی با نام علمی Eisenia foetida است. این جانور با تغذیه از مواد آلی موجود در طبیعت آن را به کود آلی مغذی تبدیل نموده به گونه‌ای که در حال حاضر این کود به عنوان یکی از غنی‌ترین کودهای آلی بیولوژیک شناخته می‌شود. کاربرد ورمی‌کمپوست در خواص فیزیکی، شیمیایی و بیولوژیکی خاک تأثیر به‌سزایی دارد. این کود، اصلاح‌کنندهٔ خصوصیات فیزیکی و شیمیایی و بیولوژیکی خاک بوده و علاوه بر وزن مخصوص کم، فاقد بوی نامطبوع، میکروارگانیسم‌های پاتوژن، باکتری‌های بی‌هوازی، قارچ‌ها و علف‌های هرز است. ورمی‌کمپوست علاوه بر قابلیت جذب آب با حجم بالا، شرایط مناسب جهت دانه‌بندی و قدرت نگه‌داری مواد غذایی مورد نیاز گیاهان را فراهم می‌نماید. ورمی‌کمپوست حاوی عناصر غذایی بسیار غنی به ویژه نیتروژن بوده که به تدریج آن‌ها را در اختیار گیاه قرار می‌دهد (این نکته از نظر حاصل‌خیزی خاک بسیار پراهمیت است) این کود در مقایسه با سایر کودهای آلی دارای میزان عناصر اصلی غذایی بالاتری است. ورمی‌کمپوست علاوه بر عناصر ماکرو مانند نیتروژن، فسفر و پتاسیم که در فعالیت‌های حیاتی گیاه نقش اساسی دارند حاوی عناصر میکرو مانند: آهن، مس، روی و منگنز نیز هست. علاوه بر این با داشتن موادی مانند ویتامین ب۱۲ و اُکسین عوامل محرک رشد گیاه را فراهم می‌آورند. معمولاً نسبت کربن به نیتروژن (C/N) ورمی‌کمپوست ۱۵ تا ۲۰ بوده و طول دانه‌های خشک آن بین ۱ تا ۵ میلی‌متر متغیر است. هوموس آن نیز ۲۰ درصد وزن خشک است.
به‌طور خلاصه ورمی‌کمپوست نوعی کود سبز است که از مواد زائد آلی به کمک ارگانیسم‌های مفید تهیه می‌شود که دارای عناصر مغذی لازم و کافی برای تولید محصول مناسب و سالم است.

## ویژگی‌ها
- سبک و بی‌بو
- عاری از علف‌های هرز
- دارای میکروارگانیسم‌های هوازی مفید مانند ازتوباکتری‌ها
- بالا بودن میزان عناصر اصلی غذایی در مقایسه با دیگر کودهای آلی
- دارا بودن عناصر میکرو مانند آهن، روی، مس و منگنز
- دارا بودن مواد محرکهٔ رشد گیاهی نظیر ویتامین‌ها به‌ویژه ویتامین ب۱۲
- قابلیت بالای نگهداری آب و مواد غذایی
- فرآوری آسان و سریع‌تر از بیوکمپوست
- خالی از باکتری‌های بی‌هوازی، قارچ‌ها و میکروارگانیسم‌های پاتوژن
- اصلاح‌کنندهٔ خصوصیات فیزیکوشیمیایی و بیولوژیکی خاک
- وجود عناصر نیتروژن، فسفر، پتاسیم، کلسیم، آهن، روی، مس و منگنز
- استفاده از ورمی‌کمپوست در تهیهٔ چای کمپوست

## ویژگی‌های ورمی‌کمپوست آماده
ورمی‌کمپوست آماده و رسیده دارای رنگ تیره است و با داشتن رطوبتی قابل قبول بین دو انگشت حالت صابونی و لغزنده به خود می‌گیرد.
بی‌بو بودن در ورمی‌کمپوست مطلق نیست و ورمی‌کمپوست مرطوب دارای بوی کمی خفیف‌تر و نزدیک به خاک است.
دانه‌بندی مشخص ورمی‌کمپوست نشانه‌ای دیگر از مطلوبیت ورمی‌کمپوست است که البته لازم است ذکر شود که دانه‌بندی خوب با سرند مناسب و همچنین به موقع سرند کردن بستر از لحاظ رطوبتی رابطه‌ای مستقیم دارد.
در ورمی‌کمپوست آماده، دانه‌های تیره که همان ورمی‌کمپوست یا مدفوع کرم است مشاهده می‌شود و باقی‌مانده از بستر اولیهٔ نیمه‌تجزیه‌شده یعنی تخم گیاه یا آفت در آن مشاهده نمی‌شود.
آبگیری ورمی‌کمپوست یک خاصیت منحصر به فرد برای این کود است و زمان و تکرار آبیاری کاهش می‌یابد.